# 松尾幾代
松尾 幾代（まつお いくよ）は、日本の女性エンジニアである。
ロボティクス系技術ベンチャーアクティブリンク社でパワードスーツの機構設計を一手に担う。
日本の機械工学分野における数少ない女性エンジニアの一人。
近年は講演やシンポジウムでの発言も行っている。

## 略歴
- 2002年3月 - 滋賀県立膳所高等学校卒業。
- 2006年3月 - 龍谷大学理工学部機械システム工学科卒[3]。

4月 - 北斗機械株式会社入社。
- 2009年11月 - 株式会社ATOUN(旧:アクティブリンク株式会社)入社。
- 2022年5月 - 株式会社ATOUNの解散[4]にともない退職。

6月 - 株式会社ロボデザイン設立、代表取締役社長。

## 関連事項
- ロボット工学
- 機械工学
- パワードスーツ